# Институт гуманитарных исследований и проблем малочисленных народов Севера СО РАН
Институт гуманитарных исследований и проблем малочисленных народов Севера Сибирского отделения Российской академии наук (ИГИ и ПМНС СО РАН) — научное учреждение, занимающееся научно-исследовательской деятельностью в области исторических, литературоведческих, языковедческих наук. Расположен в Якутске.

## История
Первый научно-исследовательский институт в Якутии. Создан в 1935 году по инициативе видного государственного, общественного деятеля, писателя и учёного Платона Ойунского как Научно-исследовательский институт языка и культуры при Совете народных комиссаров ЯАССР. Целью создания института являлось научное изучение якутского языка, литературы, искусства, истории и вопросов народного образования.
Первым директором института был сам П. А. Ойунский, учёным секретарём — С. Н. Донской-II, известный работник культуры, первый нарком просвещения ЯАССР.
После временного закрытия в начале Великой Отечественной войны (август 1941 г.) в ноябре 1943 г. институт возобновил свою деятельность (директор Т. А. Шуб). В начале 1944 г. он был переименован в Научно-исследовательский институт языка, литературы и истории (НИИЯЛИ) ЯАССР.
В 1947 г. организована Якутская научно-исследовательская база АН СССР и ИЯЛИ вошёл в её состав.
В 1969 г. организован сектор северной филологии — прообраз будущего Института проблем малочисленных народов Севера.
В 1991 г. от ИЯЛИ отпочковался Институт проблем малочисленных народов Севера (ИПМНС), который был создан на базе прежнего отдела малочисленных народов Севера ИЯЛИ.
В 1994 г. ИЯЛИ вошёл в состав созданной Академии наук Республики Саха (Якутия) и переименован в Институт гуманитарных исследований (ИГИ).
В течение ряда лет в середине 2000-х гг. шли переговоры о возвращении ИГИ в структуру СО РАН. В результате, в декабре 2007 года произошло его слияние с Институтом проблем малочисленных народов Севера Сибирского отделения РАН, вследствие чего в июне 2008 года был создан Институт гуманитарных исследований и проблем малочисленных народов Севера СО РАН — правопреемник обоих прежних институтов. Слияние произошло по настоянию руководства СО РАН, и это решение многими учёными и общественностью республики признаётся абсолютно некомпетентным. Таким образом, возвращение под крыло СО РАН обошлось дорогой ценой, особенно для бывшего самостоятельным Института проблем малочисленных народов Севера, который прекратил своё существование.

## Научная деятельность
Научно-исследовательский институт, основанный П. А. Ойунским, за свою историю внёс огромный вклад в комплексное изучение языков, этнической культуры и истории народов Северо-Востока Российского государства. В нём работали такие видные учёные, как историки Г. П. Башарин, Ф. Г. Сафронов, филолог Багдарын Сюлбэ (М. С. Иванов), написана история Якутии от древнейших времён до наших дней, составлены толковый словарь якутского языка, переводные русско-якутский и якутско-русский словари и многое другое.
Основная цель работы института — сохранение и развитие национальной (этнической) самобытности и культурного наследия коренных народов Якутии.
В 1935—1941 гг. главное внимание институт уделял вопросам развития якутской письменности: реформе алфавита, орфографии, терминологии, созданию словарей, изучению диалектов якутского языка, сбору фольклора, особенно олонхо — якутского героического эпоса. Накануне и в период Великой Отечественной войны важное место в научной жизни института занимала организация деятельности Ленской историко-археологической экспедиции 1940—1946 гг. под руководством А. П. Окладникова. Экспедиция, организованная совместно с Институтом истории материальной культуры АН СССР, обследовала на всём протяжении реки Лены, а затем и в бассейне реки Колымы более 200 стоянок и поселений древних людей, наскальных писаниц.
В послевоенный период расширились исследования в области истории, особенно дореволюционного периода, языкознания (изучение диалектов якутского языка), литературы, этнографии. Одним из основных результатов НИР института этого периода явилось издание фундаментальной «Истории Якутии» в трёх томах, «Грамматики современного якутского литературного языка» в двух томах.
С 1964 г. началось систематическое археологическое изучение территории Якутии силами Приленской археологической экспедиции (ПАЭ).
С 1970-х гг. учёными института изучаются социологические проблемы.
В период 1995—2005 гг. (ИГИ) велась работа по подготовке к изданию ряда томов из серии памятников фольклора народов Сибири, а также фундаментального Толкового словаря якутского языка, первый том которого был издан в Москве в 2004 г. Последний, пятнадцатый том словаря, был издан в 2019 году.  Работа по составлению словаря велась в течение 46 лет, в 15 томов вошли более 80 000 якутских слов и фразеологизмов.
На современном этапе институт занимается проблемами истории, археологии, этнографии, языкознания, литературы, фольклора, искусства народов Якутии, включая малочисленные народы Севера, изучением межнациональных отношений, правовых основ государственного строительства. Имеются отделы языкознания, литературы и искусства, олонхо, истории, социологии права, межнациональных отношений и этносоциальных проблем, археологии и палеэкологии человека.

### Структура института
- Дирекция
- Отдел северной филологии
- Отдел якутского языка
- Отдел фольклора и литературы
- Отдел археологии и этнографии
- Отдел истории и арктических исследований
- Центр этносоциологических исследований
- Лаборатория "Человек в Арктике"[5]